# Condado de Humboldt (Nevada)
O Condado de Humboldt (em inglês:  Humboldt County) é um dos 16 condados do estado americano de Nevada. A sede e única localidade incorporada do condado é Winnemucca. Foi fundado em 1856.

## Geografia
De acordo com o United States Census Bureau, o condado possui uma área de 25 014 km², dos quais 24 969 km² estão cobertos por terra e 44 km² por água.

## Demografia
Segundo o censo nacional de 2010, o condado possui uma população de 16 528 habitantes e uma densidade populacional de 0,7 hab/km². Possui 7 123 residências, que resulta em uma densidade de 0,3 residências/km².